# Barry Brust
Barry Brust (* 8. August 1983 in Swan River, Manitoba) ist ein ehemaliger kanadischer Eishockeytorwart, der im Laufe seiner Karriere elf Spiele in der National Hockey League absolvierte, den Großteil jedoch in den nordamerikanischen Minor Leagues und europäischen Ligen wie der Kontinentalen Hockey-Liga und der DEL verbrachte.

## Karriere
Barry Brust spielte für Mannschaften in seiner Heimat, ehe er seine Karriere im Jahr 2000 bei den Spokane Chiefs in der kanadischen Juniorenliga Western Hockey League begann. 2001/02 bestritt er seine erste Saison als Stammtorhüter und wurde daraufhin von den Minnesota Wild im NHL Entry Draft 2002 in der dritten Runde an Position 73 ausgewählt. Brust blieb aber die kommenden zwei Jahre in der WHL und spielte weiter für Spokane und in seiner letzten Saison ein halbes Jahr für die Calgary Hitmen.

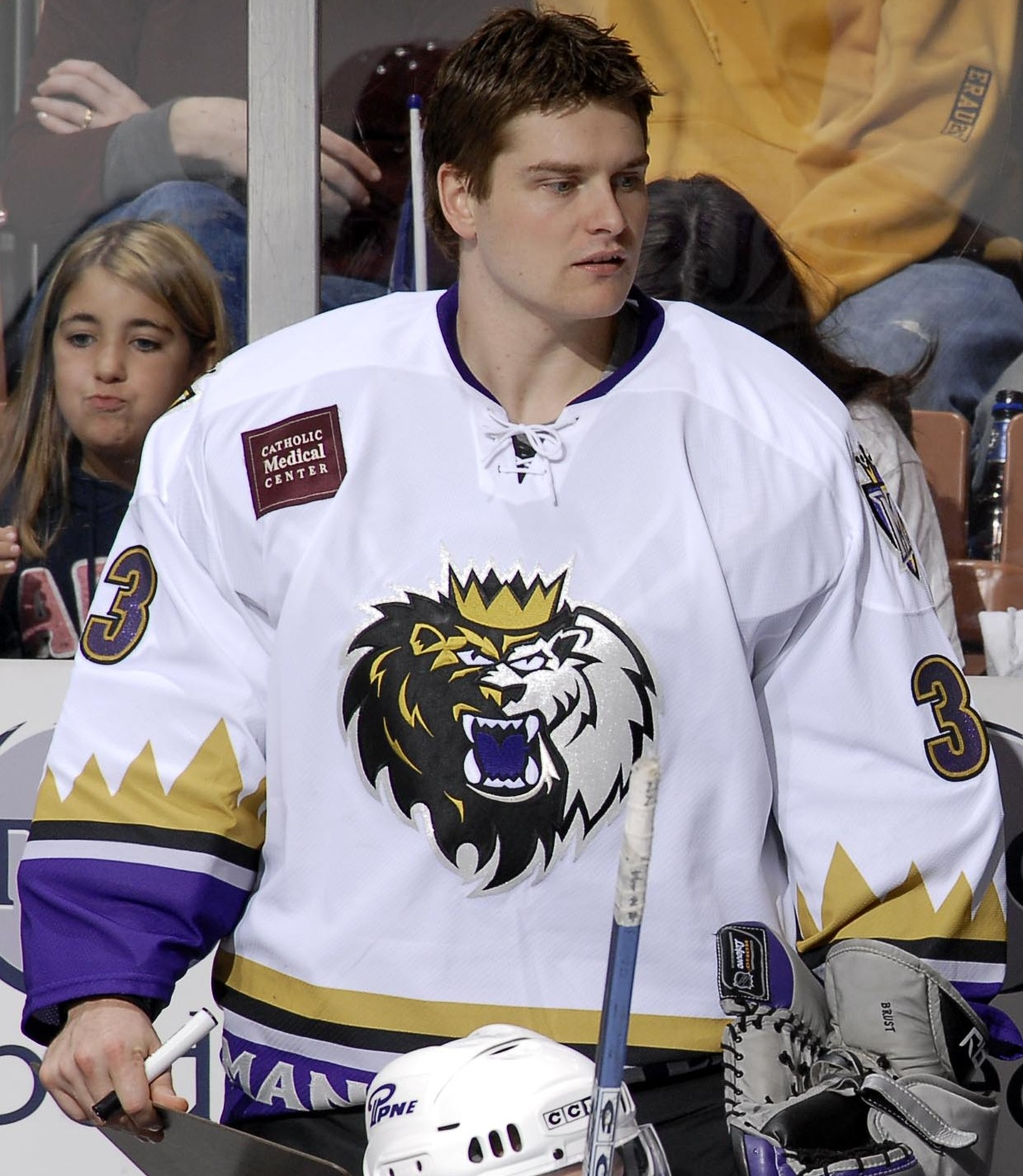
Barry Brust (2006)

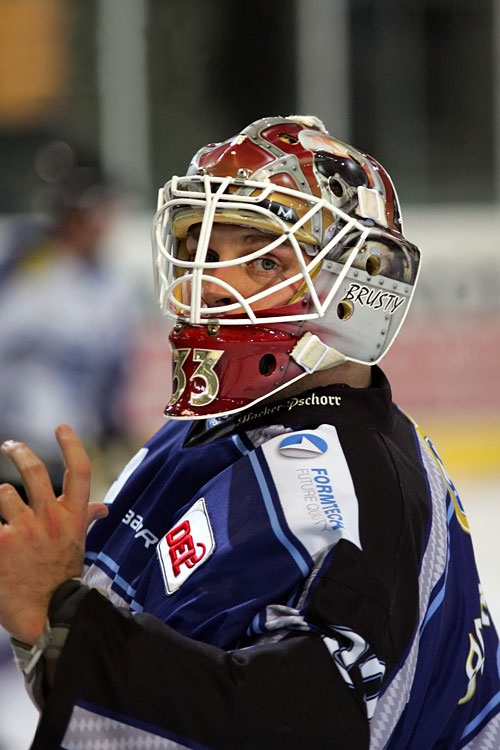
Barry Brust (2011)

Nachdem Brust 2004 das maximale Alter für die WHL überschritten hatte, erhielt er allerdings keinen Vertrag bei den Minnesota Wild. Die Los Angeles Kings nahmen ihn schließlich auf und er spielte die Saison 2004/05 für deren Farmteam in der ECHL, bei den Reading Royals. Nach sehr guten Leistungen wurde er schließlich während der Saison 2005/06 in die American Hockey League zu den Manchester Monarchs, einem weiteren Farmteam der Kings, geholt.
Während der Saison 2006/07 war er die Nummer zwei in Manchester hinter Jason LaBarbera, doch Ende November 2006 wurde er in den NHL-Kader der Los Angeles Kings berufen, da sich die Stammtorhüter Mathieu Garon und Dan Cloutier verletzt hatten. Brust absolvierte elf Spiele und wurde wieder zurück in die AHL geschickt.
Im Sommer 2007 wurde sein Vertrag bei den Kings nicht verlängert und er erhielt einen Probevertrag bei den Minnesota Wild für das Trainingscamp, die ihn schließlich als Torhüter für ihr Farmteam, die Houston Aeros aus der AHL, verpflichteten. In der Saison 2007/08 spielte er dort im Tor mit Nolan Schaefer und gemeinsam gewannen sie den Harry „Hap“ Holmes Memorial Award als Torhüter mit den wenigsten Gegentoren.
Zur Saison 2010/11 erhielt Brust einen Kontrakt bei den Binghamton Senators, bei denen er sich als Stammtorwart durchsetzte und mit der Mannschaft den Calder Cup gewann. Im Sommer 2011 wechselte Brust zu den Straubing Tigers in die Deutsche Eishockey Liga.
Ab Juli 2013 stand Barry Brust beim KHL Medveščak Zagreb in der Kontinentalen Hockey-Liga unter Vertrag, ehe er im November 2014 den KHL aufgrund eines besser dotierten Angebots des HK Jugra Chanty-Mansijsk verließ. Bei Jugra kam er auf 22 KHL-Partien, verließ den Verein aber nach der Saison 2014/15 und wurde vom HC Slovan Bratislava verpflichtet. Bei Slovan war er in den folgenden zwei Jahren Stammtorhüter und absolvierte 83 KHL-Partien für den slowakischen Klub. 2017 wechselte er im Tausch für Michal Řepík zu Fribourg-Gottéron. Auf die Saison 2018/19 kehrte er in die KHL zurück und spielte zunächst für Kunlun Red Star und ab Dezember 2018 bei Torpedo Nischni Nowgorod.
Im August 2019 kehrte Brust zum HC Slovan Bratislava zurück, der sich nach der Saison 2018/19 aus der KHL zurückgezogen hatte und zu diesem Zeitpunkt der slowakischen Extraliga angehörte. Nach einem Jahr ohne Vertrag verbrachte Brust die Saison 2021/22 bei den Sheffield Steelers aus der EIHL, ehe er seine Karriere beendete.

## Erfolge und Auszeichnungen
| - 2002 WHL West First All-Star Team - 2008 Harry „Hap“ Holmes Memorial Award (zusammen mit Nolan Schaefer) - 2009 Teilnahme am AHL All-Star Classic - 2011 Calder-Cup-Gewinn mit den Binghamton Senators | - 2013 Teilnahme am AHL All-Star Classic - 2013 KHL-Torwart des Monats Oktober - 2017 Spengler-Cup-Gewinn mit dem Team Canada |